# Battaglia di Pidna (148 a.C.)
La seconda battaglia di Pidna fu combattuta nel 148 a.C. nel corso della quarta guerra macedonica e fu il vero scontro decisivo tra i Romani, comandati dal pretore Quinto Cecilio Metello Macedonico, e Andrisco, il quale aveva organizzato una rivolta anti-romana.
La guerra era iniziata quando il pretendente Andrisco aveva sconfitto i clienti di Roma in Macedonia e si era incoronato re, sconfiggendo le forze romane inviate per fermarlo e invadendo parti della Grecia. Il Senato inviò allora Metello con un altro esercito più numeroso per fermare il pretendente; il comandante romano scelse di intraprendere un'offensiva sia terrestre sia marittima, costringendo Andrisco ad assumere una posizione difensiva nei pressi di Pidna, dove Metello lo ingaggiò e lo sconfisse sonoramente.
La Macedonia divenne definitivamente, grazie a questa battaglia, una provincia romana.

## Antefatti
Andrisco, un follatore di Adramittio, nell'Eolide, rivendicò il trono macedone affermando di essere figlio di Perseo di Macedonia. Invase la Macedonia con un esercito di traci e ottenne un successo senza precedenti, sconfiggendo i clienti macedoni di Roma presso il fiume Strymon, incoronandosi re di Macedonia e conquistando la Tessaglia e annientando una legione romana inviata per fermarlo, uccidendo il pretore al comando, Publio Giovenzio Talna, nella battaglia. Tuttavia, non riuscì ad avanzare in Grecia, essendo fermato dalle forze della Lega achea e dai resti delle unità romane stanziate in loco. Si era anche alleato con Cartagine, che era in guerra con Roma nella terza guerra punica.
Allarmato, il Senato romano inviò un secondo esercito di due legioni sotto Quinto Cecilio Metello in Macedonia. Metello scelse di non prendere la solita via epirota usata dai precedenti comandanti romani per entrare in Macedonia; avanzò lungo la costa della Tessaglia con l'assistenza della flotta di Attalo II Filadelfo del Pergamo; Andrisco, diffidente nel lasciare che Metello travolgesse i distretti costieri, lo impegnò a Pidna.

## Battaglia
Il primo incontro tra le due forze fu una schermaglia di cavalleria nel corso della quale la cavalleria di Andrisco ebbe la meglio. Questo gli diede sufficiente fiducia per distaccare una parte delle sue forze per agire altrove, sia per risolvere alcuni problemi di rifornimento sia per minacciare le retrovie romane.
Metello colse l'occasione per contrattaccare in forze, impegnando l'esercito macedone. Dopo un breve combattimento, i Macedoni furono decisamente sbaragliati e Andrisco e i superstiti furono costretti a fuggire. È possibile che alcune delle truppe di Andrisco abbiano disertato durante la battaglia; se fosse vero, questa diserzione sarebbe stata probabilmente provocata da Teleste, il generale incaricato da Andrisco di comandare la sua cavalleria, in quanto la cavalleria aristocratica macedone si unì a Teleste, poiché le classi più ricche sostenevano i Romani più di quanto non facessero con Andrisco, e questo potrebbe aver deciso la battaglia.

## Conseguenze
La battaglia fu un disastro per Andrisco, che perse le sue forze principali e dovette fuggire dalla Macedonia. Andrisco radunò in Tracia un nuovo esercito, costituito in fretta e furia, ma fu rapidamente inseguito da Metello, che sbaragliò queste nuove forze prima che fossero completamente preparate. Cercò rifugio presso il capo tracio Byzes, ma fu da questi tradito e consegnato a Metello, che lo fece arrestare e poi sottomise alcune altre rivolte minori in Macedonia, ponendo fine alla guerra.
Metello riorganizzò la Macedonia come provincia e ne fu nominato primo governatore. Dopo essere stato chiamato a prestare assistenza in una guerra in Grecia – la guerra acaica – tornò a Roma, dove celebrò un trionfo in cui sfilò Andrisco, poi giustiziato.

### Fonti primarie
- Cassio Dione, Storia romana, 21
- Livio, Ab Urbe Condita Libri, XLV e Periochae 46-50
- Diodoro Siculo, Bibliotheca Historica, 32

### Fonti secondarie
- (EN) M. Gwyn Morgan, Metellus Macedonicus and the Province Macedonia, in Historia: Zeitschrift für Alte Geschichte, vol. 18, n. 4, 1969,  pp. 422-446, JSTOR 4435094.
- Iain Spence, Historical Dictionaries of War, Revolution, and Civil Unrest. Scarecrow Press, 2002
- Peter Green, Alexander to Actium: The Historical Evolution of the Hellenistic Age. A Centennial Book. Hellenistic culture and society (Volume 1). University of California Press, 1993. 447
- Sekunda, Nicholas Viktor (1995), Seleucid and Ptolemaic Reformed Armies 168-145 BC (2) The Ptolemaic Army
- Nicholas Viktor Sekunda, The Macedonian Army, in A Companion to Ancient Macedonia, Oxford, Chichester, & Malden, Wiley-Blackwell, 2010,  pp. 446–471, ISBN 978-1-4051-7936-2.
- (DE) Benedict Niese, Geschichte der griechischen und makedonischen Staaten seit der Schlacht bei Chaeronea, Gotha F.A. Perthes, 1903.